# KSSPR Końskie
Koneckie Stowarzyszenie Sportowe Piłki Ręcznej w Końskich – polski męski klub piłki ręcznej z Końskich. Od 2008 występuje w I lidze.

## Historia
W 1968 w Stali Końskie utworzono sekcję piłki ręcznej, która przystąpiła do rozgrywek w lidze wojewódzkiej. W 1992, po połączeniu z Neptunem Końskie, klub przyjął nazwę MKS Końskie. W latach 90. koneccy piłkarze ręczni występowali w II lidze, przekształconej w 1998 w I ligę B. W sezonie 1999/2000, w którym wygrali 14 z 22 meczów, zajęli w tych rozgrywkach 3. miejsce, natomiast w sezonie 2000/2001 uplasowali się na 1. miejscu (17 zwycięstw, cztery remisy, pięć porażek; jeden punkt przewagi na drugim w tabeli Chrobrym Głogów), oznaczającym awans do Ekstraklasy. Najlepszym strzelcem koneckiego klubu był Oleg Kobzar, który w 22 meczach zdobył 110 bramek.
W Ekstraklasie MKS Końskie zadebiutował 8 września 2001, przegrywając we własnej hali z Zagłębiem Lubin (22:33). Pierwsze zwycięstwo koneccy szczypiorniści odnieśli w 8. kolejce, pokonując mistrza Polski Wybrzeże Gdańsk (26:24). W rundzie zasadniczej, którą zakończyli na ostatnim miejscu w tabeli, zwyciężyli jeszcze raz – 8 grudnia 2001 pokonali Chrobrego Głogów (29:26). W grupie spadkowej MKS nie wygrał żadnego meczu. Otrzymał jednak cztery punkty, przyznane walkowerem za dwa spotkania z Metalplastem Oborniki, który wycofał się z rozgrywek. Sezon 2001/2002 piłkarze ręczni z Końskich zakończyli na 12. miejscu (bilans bramkowy: 722-921), oznaczającym spadek do I ligi. Najskuteczniejszym zawodnikiem MKS-u był jego wychowanek Michał Przybylski, który zdobył 149 goli.
W latach 2002–2006 klub występował w I lidze (w sezonie 2003/2004 jako KSSPR MKS-Końskie, a od sezonu 2004/2005 jako KSSPR Końskie). Przez następne dwa lata koneccy szczypiorniści rywalizowali w II lidze. W sezonie 2007/2008 zajęli w niej 10. miejsce, lecz ze względu na wycofanie z pierwszoligowych rozgrywek Vive II Kielce, otrzymali prawo do gry na tym poziomie ligowym w sezonie 2008/2009. W sezonach 2009/2010 i 2014/2015 uplasowali się w I lidze na 3. miejscu, natomiast w sezonie 2013/2014 zajęli w tych rozgrywkach 2. pozycję (18 zwycięstw, cztery remisy i cztery porażki). W maju 2014 przystąpili do barażu o awans do Superligi, w którym przegrali z Nielbą Wągrowiec (22:28; 20:31).

## Osiągnięcia
- Ekstraklasa:
  - 12. miejsce: 2001/2002
- I liga[a]:
  - 1. miejsce: 2000/2001
  - 2. miejsce: 2004/2005, 2013/2014
  - 3. miejsce: 1999/2000, 2009/2010, 2014/2015
- Król strzelców I ligi:
  - Tomasz Bodasiński: 2002/2003 (179 goli)[12]

## Szkolenie młodzieży
Klub zajął się również szkoleniem młodzieży, która od drugiej połowy lat 70. zaczęła odnosić sukcesy na arenie krajowej. W 2003 MKS Końskie wywalczył mistrzostwo Polski juniorów młodszych. W zespole prowadzonym przez Mariana Panka występowali wówczas m.in.: Rafał Stachera, Kamil Sadowski, Paweł Swat i Piotr Swat, którzy zostali później zawodnikami drużyn ekstraklasy. Juniorzy młodsi KSSPR wywalczyli mistrzostwo kraju również w sezonach 2008/2009 i 2009/2010. W 2012 konecki klub został z kolei mistrzem Polski w kategorii juniorów.
W 2012 wychowanek KSSPR Końskie Hubert Kornecki trafił do klubu grającego w Superlidze. Przed sezonem 2013/2014 trzech innych wychowanków koneckiej drużyny przeszło do zespołów występujących w najwyższej klasie rozgrywkowej. Byli to: Rafał Biegaj, Mateusz Kornecki i Wiktor Kubała. W 2015 bramkarzem drużyny Superligi został Przemysław Witkowski.
Czterech wychowanków koneckiego klubu wystąpiło w reprezentacji Polski. Byli to: Marek Przybylski, który zagrał w 26 meczach kadry i uczestniczył w mistrzostwach świata w Czechosłowacji (1990), Radosław Matyjasik (cztery spotkania w latach 1996–1997), Krzysztof Fatalski (trzy mecze w 2000) i Mateusz Kornecki (zadebiutował w 2017, uczestniczył w mistrzostwach świata we Francji).